# Hucisko (Lublin)
Pour les articles homonymes, voir Hucisko.
Hucisko (prononciation [ xuˈt͡ɕiskɔ]) est un village de la gmina de Krasnobród, du powiat de Zamość, dans la voïvodie de Lublin, situé dans l'est de la Pologne.
Il se situe à environ 7 kilomètres à l'ouest de Krasnobród (siège de la gmina), 22 kilomètres au sud-ouest de Zamość (siège du powiat) et 86 kilomètres au sud-est de Lublin (capitale de la voïvodie).

## Administration
De 1975 à 1998, le village était attaché administrativement à l'ancienne voïvodie de Zamość.

Depuis 1999, il fait partie de la nouvelle voïvodie de Lublin.